# Koczeniowo
Koczeniowo – osiedle typu miejskiego w Rosji, w obwodzie nowosybirskikm. W 2009 liczyło 16 583 mieszkańców.